# Stand News
Stand News (chinês: 立場 新聞) foi um site de notícias gratuito e sem fins lucrativos com sede em Hong Kong, de 2014 a 2021. Fundado em dezembro de 2014, foi o sucessor do House News. Concentrou-se principalmente em questões sociais e políticas em Hong Kong e, em geral, assumiu uma posição editorial pró-democracia.
A Stand News foi classificada com a maior credibilidade entre a mídia de notícias online em Hong Kong em duas pesquisas de opinião pública conduzidas pela Universidade Chinesa de Hong Kong em 2016 e 2019.
Em 29 de dezembro de 2021, em meio a uma crescente repressão governamental à mídia após a promulgação da lei de segurança nacional de Hong Kong em 2020, a Stand News foi invadida pela Força Policial de Hong Kong, que prendeu altos funcionários e congelou os ativos da empresa. Como resultado, como o Apple Daily no mesmo ano, a Stand News foi forçada a demitir sua equipe e encerrar as operações.

## Antecedentes
A Stand News foi fundada após o fechamento da House News em julho de 2014. Em vez de administrar o site como uma empresa limitada como a House News, a empresa proprietária do site, Best Pencil (Hong Kong) Limited, é legalmente administrada por uma empresa fiduciária, enquanto proíbe qualquer transferência de ações.
Após o fechamento forçado do Apple Daily em 24 de junho de 2021, a organização anunciou medidas cautelares, citando "preocupações de segurança". Embora tenha prometido continuar publicando, disse que retiraria preventivamente todos os itens não noticiosos, como comentários e op-eds. Afirmando que doar suas finanças atuais permitiria que as operações continuassem por 9 a 12 meses, eles deixariam de aceitar patrocínios ou assinaturas para evitar que o dinheiro "fosse desperdiçado". Seis dos oito membros do conselho renunciaram.
A organização também participou dos vazamentos do Pandora Papers em outubro de 2021.

## Incidentes

### Disputa legal com o ex-chefe do executivo Leung Chun-ying

momento em que Gwyneth Ho, uma jornalista do Stand News, foi atacada em Yuen Long.

Em 24 de agosto de 2018, o ex-presidente-executivo Leung Chun-ying entrou com um processo por difamação contra o professor universitário Chung Kim-wah e Stand News no Tribunal Superior, alegando que um artigo no site associava falsamente Leung às tríades. O artigo relatava um jantar entre os assessores de Leung e supostos membros da tríade. Chung Kim-wah recusou-se a retratar o artigo, enquanto o editor-chefe do Stand News, Chung Pui-kuen, afirmou que não acreditava que o artigo difamava Leung, e estendeu a Leung o direito de resposta.

### Incidentes durante os protestos de 2019 em Hong Kong
Durante o ataque de Yuen Long em 21 de julho de 2019, a repórter do Stand News, Gwyneth Ho, foi atacada por membros da tríade durante a transmissão ao vivo do ataque. Quando os agressores estavam atacando os passageiros na estação de trem, alguns deles se voltaram para Ho, que foi derrubada e atingida por paus e bastões de madeira enquanto continuava as filmagens. Ho foi levada para o hospital, onde recebeu tratamento para seus ferimentos e recebeu pontos.
Em 20 de dezembro de 2019, enquanto relatava um tiroteio no Jade Plaza em Tai Po, as mãos e o celular de um repórter do Stand News foram agredidos repetidamente por um policial; outros repórteres foram pulverizados com pimenta. A Associação de Jornalistas de Hong Kong condenou o ataque e a provocação intencional da Polícia de Hong Kong. O jornalista sênior Yau Ching-Yuen alegou que a polícia poderia saber que a vítima trabalhava para o Stand News e, portanto, alvejou intencionalmente o repórter.
Em 24 de dezembro de 2019, um repórter do Stand News foi atacado pela polícia usando gás pimenta. O repórter, armado com equipamento de gravação, estava cobrindo um conflito entre a polícia e civis em Mong Kok na época.

## Supressão e fechamento

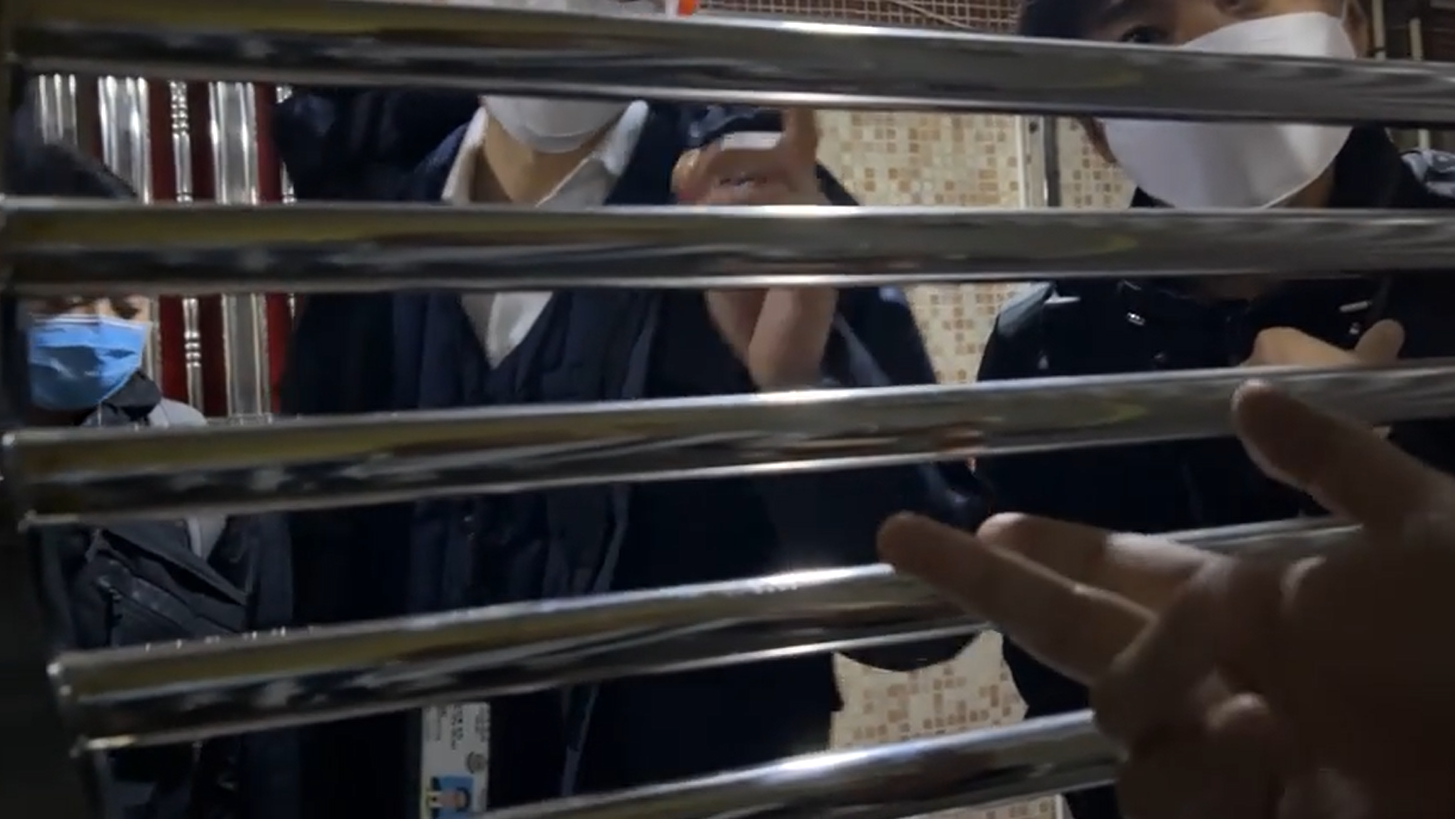
Ronson Chan transmitindo ao vivo a batida policial em sua casa na página do Stand News no Facebook.

Em 2021, a mídia noticiosa não pró-governamental de Hong Kong foi sujeita a uma repressão crescente do governo, como o fechamento forçado do Apple Daily em junho e o processo contra seus funcionários. Como resultado, o Stand News escreveu que "crimes de fala" chegaram a Hong Kong e removeu comentários de seu site. Ele também parou de aceitar doações mensais de leitores para evitar o desperdício de fundos dos doadores no caso de o Stand News ser suprimido de maneira semelhante ao Apple Daily.
Stand News foi alvejado mais tarde naquele ano. Em 3 de dezembro de 2021, o secretário de Segurança Chris Tang acusou a saída de preconceito e de difamar a iniciativa de "prisão inteligente" de Hong Kong. Na manhã de 29 de dezembro, o Stand News foi invadido por mais de 200 oficiais da Força Policial de Hong Kong. Três homens e três mulheres foram presos e acusados de conspiração para publicar material sedicioso. Ronson Chan, editor do Stand News e presidente da Associação de Jornalistas de Hong Kong, também foi detido para interrogatório por oficiais de segurança nacional, e sua casa foi invadida; dois ex-membros do conselho - a ex-legisladora Margaret Ng e a ícone pop Denise Ho estava entre os presos.
Mais tarde, no mesmo dia, o Stand News anunciou nas redes sociais que encerraria a publicação e demitiria seus funcionários, pois os ativos da empresa foram congelados pela polícia. Seu site foi prontamente substituído por uma curta carta de despedida. As páginas da empresa no Facebook e no Twitter foram excluídas, e todo o conteúdo de sua conta no YouTube foi removido. O escritório do Stand News no Reino Unido anunciou que também fecharia, com a renúncia do chefe do escritório, Yeung Tin-shui.
Ao final de sua vida útil, sua página de fãs no Facebook tinha mais de 1,7 milhão de curtidas.

## Editores-chefes
1. Chung Pui-kuen[18]
2. Yu Ka-fai[18]
3. Patrick Lam; interim[19]